# Ильяш Александр
Ильяш Александр (молд. Ильяш Александру; 1635—1675) — господарь Молдавского княжества с 21 мая 1666 по 8 ноября 1668 года. Последний мужчина в молдавской господарской династии Мушатов.

## Биография
Сын Александра IV Ильяша.
Во время правления Ильяша дань Молдавского княжества возросла на 25 тысяч лей.
После передачи престола Георгию Дуке, отправился в Константинополь, где в скором времени и скончался.